# Peugeot 408
La Peugeot 408 è un'autovettura berlina 3 volumi di segmento C prodotta a partire dal 2010 dalla Peugeot.

## Profilo e storia
La 408, a dispetto del suo nome, non è l'erede della Peugeot 407 in commercio in Europa dal 2004, bensì una'inedita Peugeot 308 con carrozzeria a tre volumi che invece va a sostituire la corrispondente berlina a tre volumi derivata dalla 307. La sua produzione si è articolata finora in due generazioni.

## Prima generazione (dal 2010)
La prima generazione della 408 fu presentata il 24 gennaio del 2010 a Pechino e la sua commercializzazione venne indirizzata proprio a quei mercati emergenti, tra cui appunto la Cina, dove le berline di segmento B e C a tre volumi sono sempre state molto apprezzate, al contrario del Vecchio Continente, dove i consensi negli ultimi due decenni hanno conosciuto un rapido calo.
La 408 è quindi una comoda berlina che va a scontrarsi con una concorrenza costituita da vetture presenti in paese in via di sviluppo, come per esempio la Fiat Linea (una Grande Punto a tre volumi) e la Renault Fluence (una tre volumi derivata strettamente dalla terza generazione della Mégane), ma anche la "cugina" C-Triomphe (una C4 a tre volumi). Va precisato che queste vetture, compresa la 408, pur essendo derivate da modelli europei di segmento C o B, nei mercati cui vengono destinate sono vetture con valenza più alta e rappresentano vetture di maggior prestigio e di fascia più alta. Realizzata sul pianale della 308 SW, di cui mantiene il passo, la 408 sfoggia un frontale leggermente modificato, rispetto alla berlina a due volumi da cui deriva, ma sempre ad essa chiaramente imparentato. La coda, che è la parte più caratterizzante della vettura, monta gruppi ottici affusolati, dal disegno simile a quello della 307 CC.
La 408 debutta sul mercato cinese con due motorizzazioni a benzina: il 1.6 16v TU5 da 110 CV ed il 2 litri EW10 da 147 CV. Il cambio è manuale a 5 marce, ma si può optare per un automatico, sempre a 5 rapporti. La meccanica telaistica è invece ripresa da quella della prima generazione della 308 regolarmente venduta in Europa. La dotazione della vettura è assai completa, specie per i mercati cui è destinata, e comprende un sistema multimediale composto da lettore CD-MP3, navigatore ed interfacce USB e/o Bluetooth. A richiesta è possibile ottenere gli airbag frontali e laterali ed il cruise control.
Qualche mese dopo il lancio, ma sempre nel 2010, la 408 è stata introdotta anche nei mercati del Brasile e dell'Argentina. È proprio quest'ultima ad ospitare le linee di assemblaggio per la 408 da destinare ai mercati sudamericani.

A partire dal 2012, invece, la 408 viene assemblata anche nello stabilimento Peugeot di Kaluga, nella Russia europea, dove gli esemplari prodotti vengono destinati al mercato locale. La versione destinata a tale mercato è caratterizzata da soluzioni specifiche, come la maggior altezza da terra, le sospensioni rinforzate e le protezioni sottoscocca più robuste. Inoltre, sono stati potenziati il sistema di riscaldamento e sono stati installati i sedili riscaldabili. Stilisticamente la 408 russa appare rinnovata nel frontale. Sempre nel 2012, la 408 ha visto il suo arrivo anche nel mercato della Malaysia: qui, la vettura viene assemblata presso lo stabilimento NAZA situato a nord di Kuala Lumpur.
Nel 2013 vi fu invece un leggerissimo restyling visibile solo in alcuni piccoli dettagli, come la presenza di una barra cromata in meno all'interno della mascherina. Sempre nel 2013, la produzione della 408 fu estesa al Vietnam, dove la vettura fu assemblata nello stabilimento del locale costruttore della Thaco.
Negli anni seguenti, l'evoluzione e la carriera commerciale della 408 si diversificò a seconda dei mercati di destinazione e dei siti in cui venne prodotta. Ad esempio, nel 2014 la gamma motori della 408 prodotta in Malesia è stata rivisitata a fondo: il 2 litri da 147 CV è passato ad essere la base della gamma, mentre il 1.6 aspirato da 110 CV è stato cancellato e come nuova versione top di gamma è subentrato un 1.6 turbo da 163 CV. Per quanto riguarda le varianti di trasmissione, il vecchio cambio automatico a 5 rapporti è stato sostituito da un altro, più moderno e a 6 rapporti. In Vietnam, la gamma è limitata ad un solo motore 2 litri aspirato da 139 CV, sempre con cambio automatico a 6 rapporti. In Sudamerica, la 408 è stata sottoposta nell'agosto 2015 ad un restyling che ne ha avvicinato lo stile a quello della seconda generazione della 308 venduta in Europa. Qui la gamma motori è ben più articolata e comprende il nuovo 1.6 EC5 aspirato da 115 CV, il solito 2 litri aspirato da 143 CV, il nuovo 1.6 turbo da 163 CV ed un 1.6 HDi a gasolio da 115 CV.

## Seconda generazione (dal 2014)
In Cina, invece, a partire dal 2014 viene avviata la produzione della nuova generazione della 408, questa volta basata sulla piattaforma EMP2 utilizzata in Europa come base per la 308 di seconda generazione. In particolare, per la nuova 408 viene utilizzato il pianale della versione station wagon, più lungo e quindi più adatto ad una comoda berlina da famiglia. La seconda generazione della 408 è stata presentata a Pechino e mostra uno stile assai vicino a quello della nota segmento C europea a 5 porte, con alcune piccole differenze, come ad esempio il logo della Casa spostato all'interno della calandra. La gamma motori di questo nuovo modello è composta unicamente da unità a benzina e consta di quattro versioni:
- 1.6 VTi: motore Prince da 1598 cm³ aspirato con potenza massima di 120 CV;
- 1.2 THP: tricilindrico da 1199 cm³ sovralimentato mediante turbocompressore e con potenza massima di 130 CV;
- 1.8 VTi: motore EC8 da 1.8 litri con potenza massima di 140 CV;
- 1.6 THP 163: motore Prince da 1598 cm³ sovralimentato mediante turbocompressore e con potenza massima di 163 CV

Per quanto riguarda le varianti di cambio, a seconda delle versioni sono presenti un manuale a 6 marce o un automatico, anch'esso a 6 rapporti.

### Restyling 2022

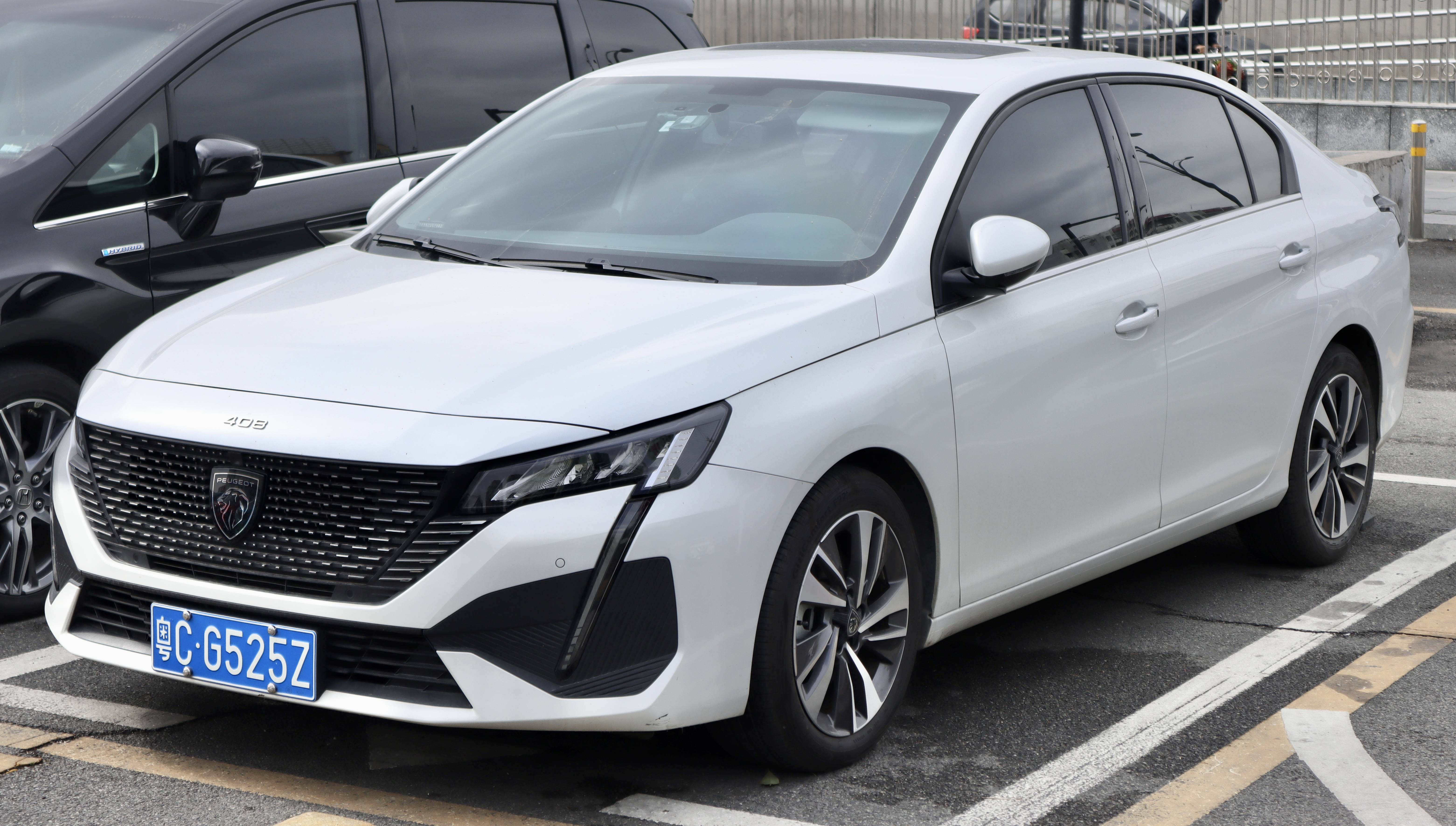
Peugeot 408 restyling 2022

Nell’agosto 2022 viene presentato un profondo restyling; rinnovato totalmente il frontale che ora presenta un design più sportivo ispirato allo stesso family feeling della terza generazione di Peugeot 308, ridisegnata anche la coda con la targa spostata nel paraurti e i nuovi fanali raccordati da una modanatura a contrasto, la plancia è tutta nuova e adotta l’infotainment i-Cockpit con strumentazione LCD da 12 pollici e schermo al centro della plancia touchscreen da 10 pollici, i principali pulsanti sono a “pianoforte”. La gamma motori è composta dal solo 1.6 360 THP quattro cilindri che eroga 170 CV e 250 Nm di coppia massima, accoppiato ad un cambio automatico Aisin di terza generazione a 6 rapporti.